# Schloss Konradsreuth

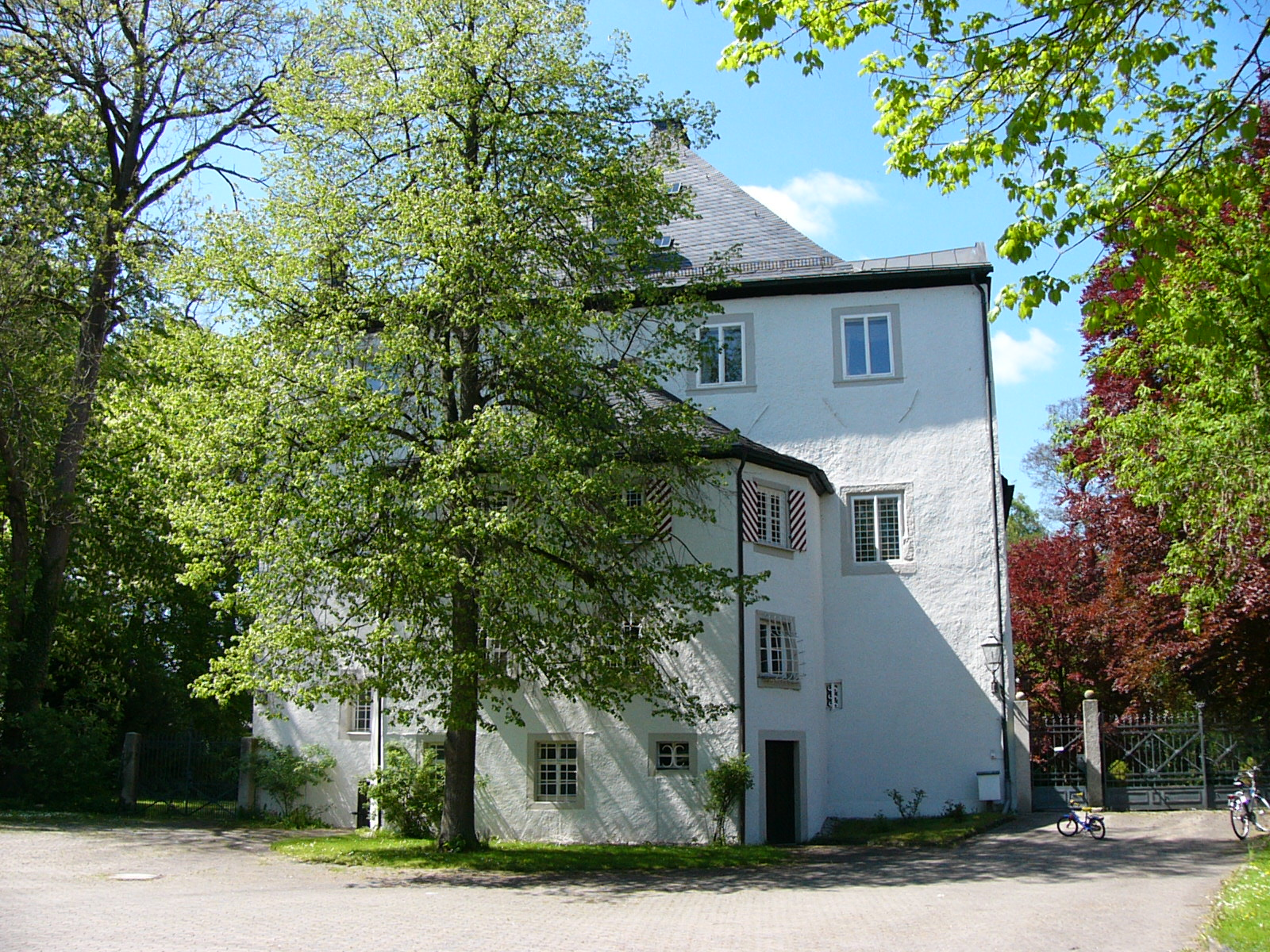
Frontansicht des Hauptgebäudes von Schloss Konradsreuth

Das Schloss Konradsreuth ist ein Schloss in Konradsreuth, einer Gemeinde im oberfränkischen Landkreis Hof.
Das Schloss entstand vermutlich im 13. Jahrhundert als Sitz der Familie Lüchau, später gehörte es den Rabensteinern zu Döhlau (siehe auch Konrad Rabensteiner zu Döhlau), bis es an die Familie von Reitzenstein überging, die es noch heute besitzt. 
Das Schloss befindet sich am Nordostrand der Ortschaft. Dem Hauptgebäude sind Wirtschaftsgebäude vorgelagert. Spuren des ehemaligen Wassergrabens sind erkennbar. Auf dem angrenzenden Gelände gibt es noch Spuren einer Turmhügelanlage.